# Przejście graniczne Sławniowice-Velké Kunětice
Przejście graniczne Sławniowice-Velké Kunětice – polsko-czeskie przejście graniczne małego ruchu granicznego położone w województwie opolskim, w powiecie nyskim, w gminie Głuchołazy, w miejscowości Sławniowice, zlikwidowane w 2007.

## Opis
Przejście graniczne Sławniowice-Velké Kunětice zostało utworzone 19 lutego 1996, w rejonie znaku granicznego nr IV (II)/167/15. Czynne było codziennie w godz 6.00–22.00. Dopuszczony był ruch pieszych, rowerzystów, motorowerami o pojemności skokowej silnika do 50 cm³ i transportem rolniczym. Odprawę graniczną i celną wykonywały organy Straży Granicznej. Doraźnie kontrolę graniczną i celną osób, towarów oraz środków transportu wykonywała kolejno: Strażnica SG w Gierałcicach, Graniczna Placówka Kontrolna SG w Głuchołazach i Placówka SG w Głuchołazach.
Do przejścia granicznego można było dojechać drogą wojewódzką nr 411, zjazd na południe w miejscowości Polski Świętów, dalej przez Markowice, Biskupów, Burgrabice, Sławniowice do granicy państwowej z Republiką Czeską.
21 grudnia 2007 na mocy układu z Schengen przejście graniczne zostało zlikwidowane.

## Galeria

Przejście graniczne Sławniowice-Velké Kunětice
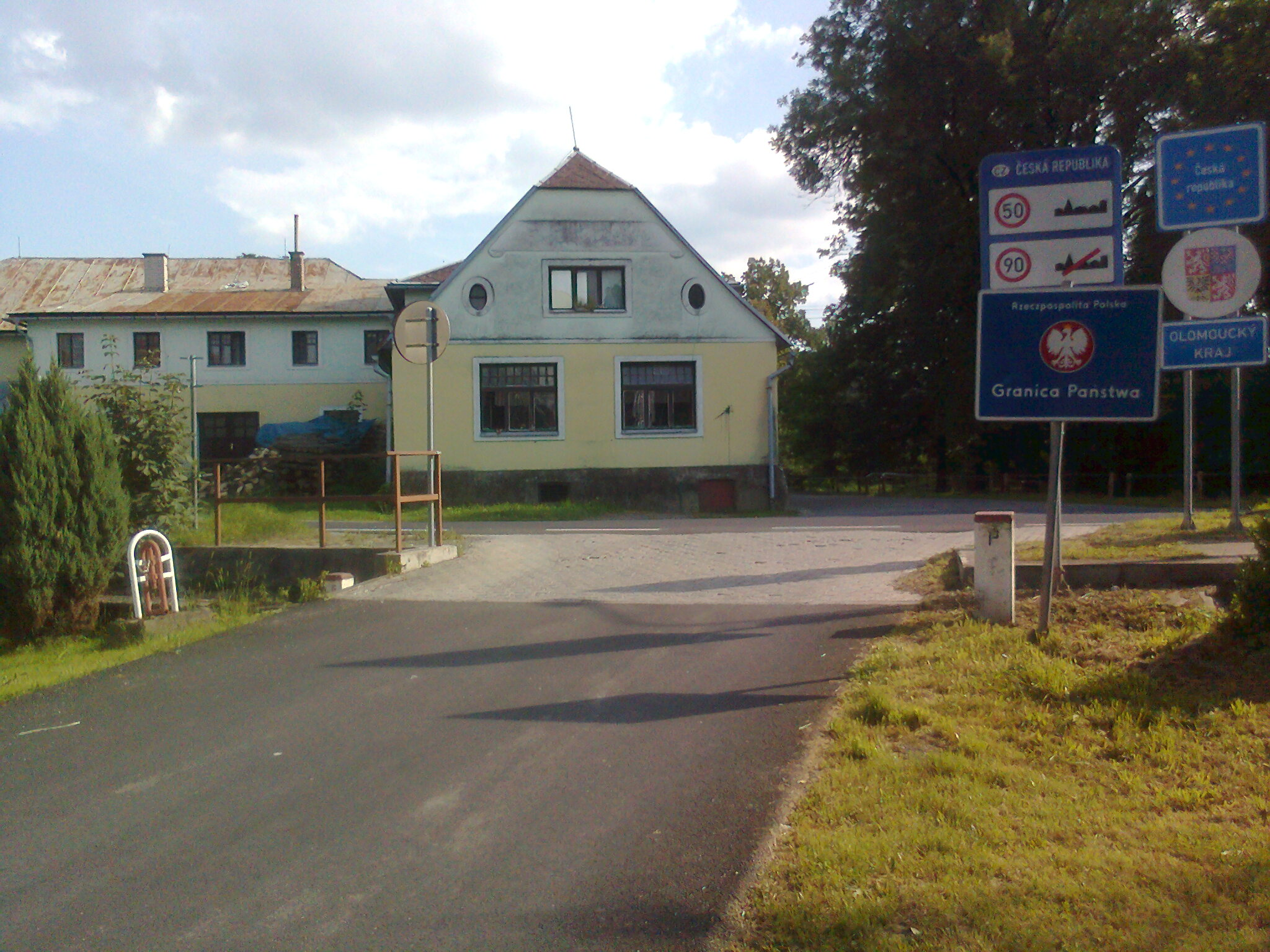
Widok od strony polskiej (sierpień 2014)
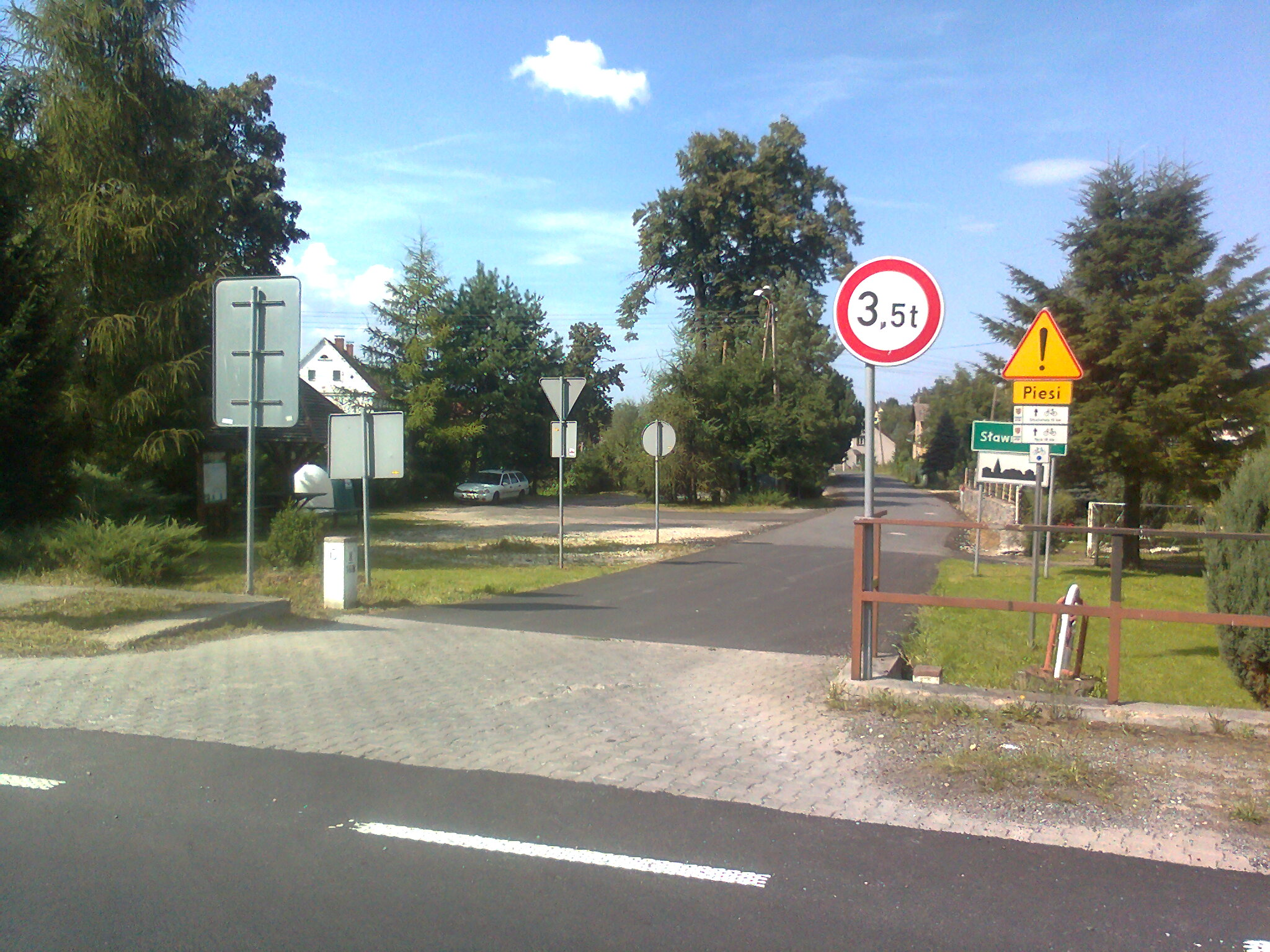
Widok od strony czeskiej (sierpień 2014)